# اشلان
شهر اشلان  در بخش اشلان در ایالت وو در کشور سوئیس واقع شده‌است که ۴٬۵۰۰ نفر  جمعیت دارد.